# Kommunionlöffel

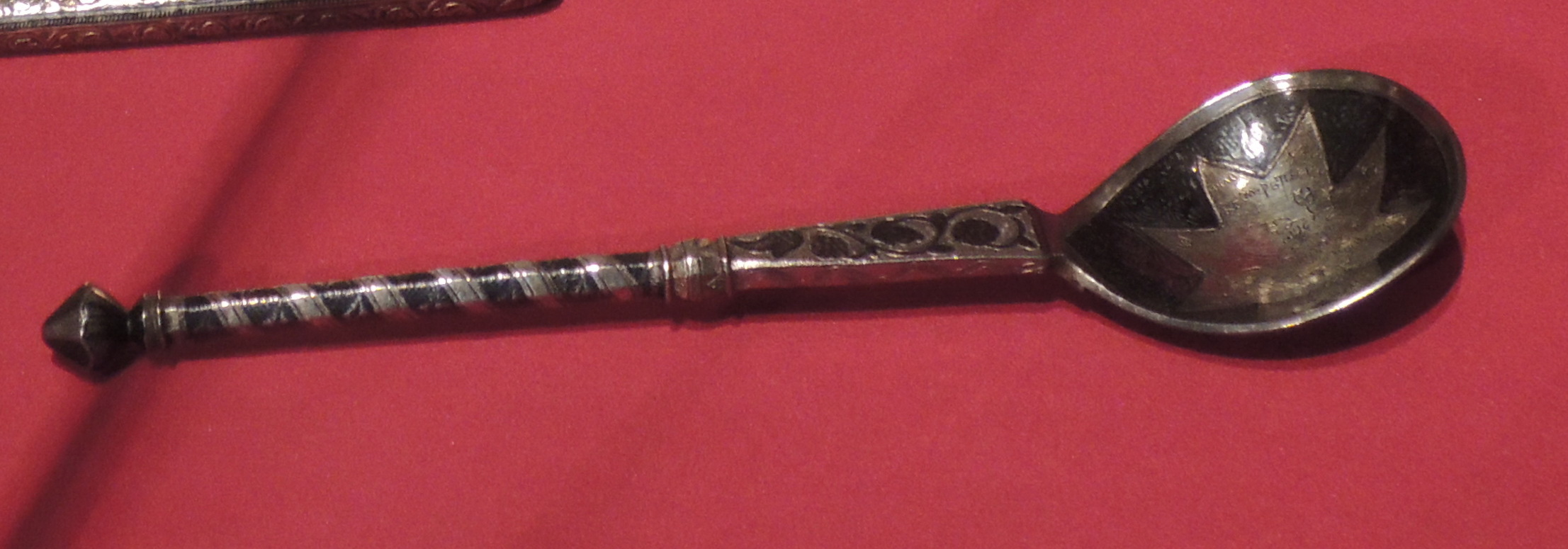
Liturgischer Löffel (17. Jahrhundert, Museum des Kreml)

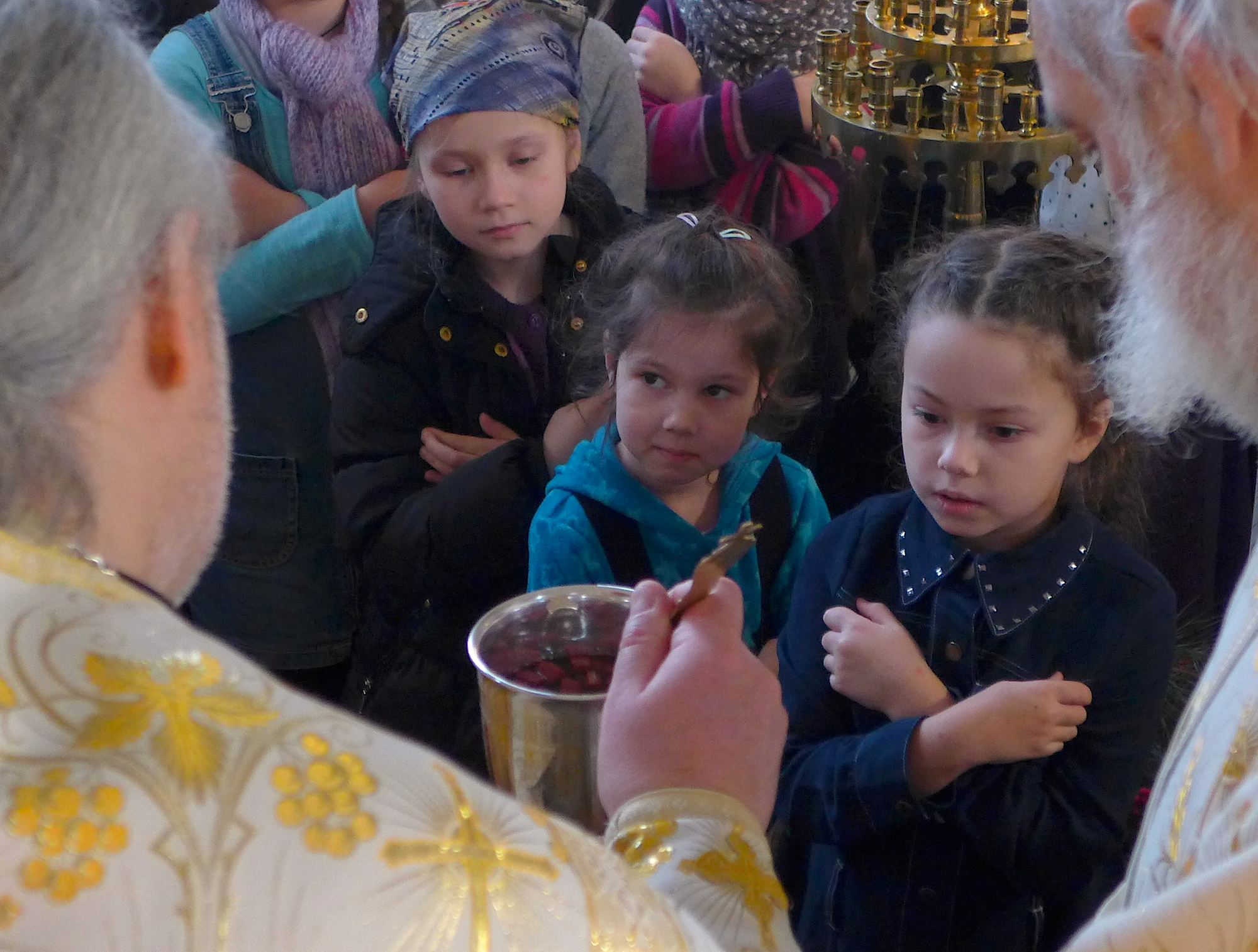
Kommunionspendung mit Löffel (Mariä-Obhut-Kirche, Düsseldorf, 2017)

Der Kommunionlöffel (λαβίς labís, deutsch ‚Zange‘) ist ein liturgisches Gerät, das bei der Austeilung der Kommunion an die Laien in der orthodoxen Eucharistiefeier (Göttliche Liturgie) im byzantinischen Ritus verwendet wird. Er dient dazu, in Wein getränkte Prosphora-Stücke aus dem Kelch zu entnehmen und den Kommunikanten in den Mund zu legen.

## Bezeichnung
Das Gerät hat die Form eines Löffels. Die Bezeichnung als „Zange“ (labís) stammt aus der Berufungsvision des Propheten Jesaja:

„Und einer der Seraphin wurde zu mir geschickt, und in der Hand hatte er ein Stück glühende Kohle, das er mit der Zange vom Altar genommen hatte, und er berührte (damit) meinen Mund und sagte: ‚Siehe, dies hat deine Lippen berührt und wird deine Gesetzlosigkeiten hinwegnehmen und deine Sünden abwaschen.‘“

Die von dieser Bibelstelle angeregte Interpretation der Eucharistie als glühende Kohle vom Altar Gottes ist alt, sie findet sich bereits in den Oden Ephraems des Syrers. In einem Gebet zum Kommunionempfang von Symeon Metaphrastes (10. Jahrhundert) heißt es: „Sieh, ich schreite zur göttlichen Gemeinschaft; Schöpfer, verbrenne mich nicht durch die Teilhabe; denn Feuer bist du, das die Ungläubigen verbrennt, du aber reinige mich von jeder Befleckung.“

## Geschichtliche Entwicklung

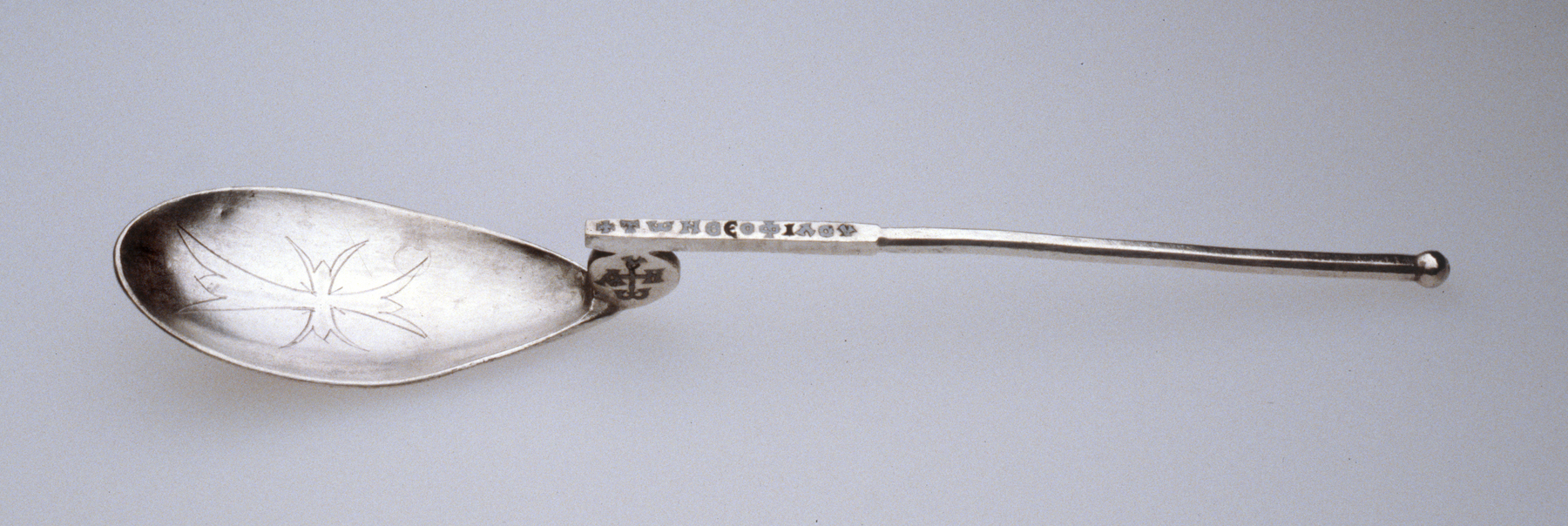
Silberlöffel mit Kreuz und Weihinschrift aus dem Schatz von Kaper Koraon, liturgische Verwendung unsicher (Walters Art Museum)

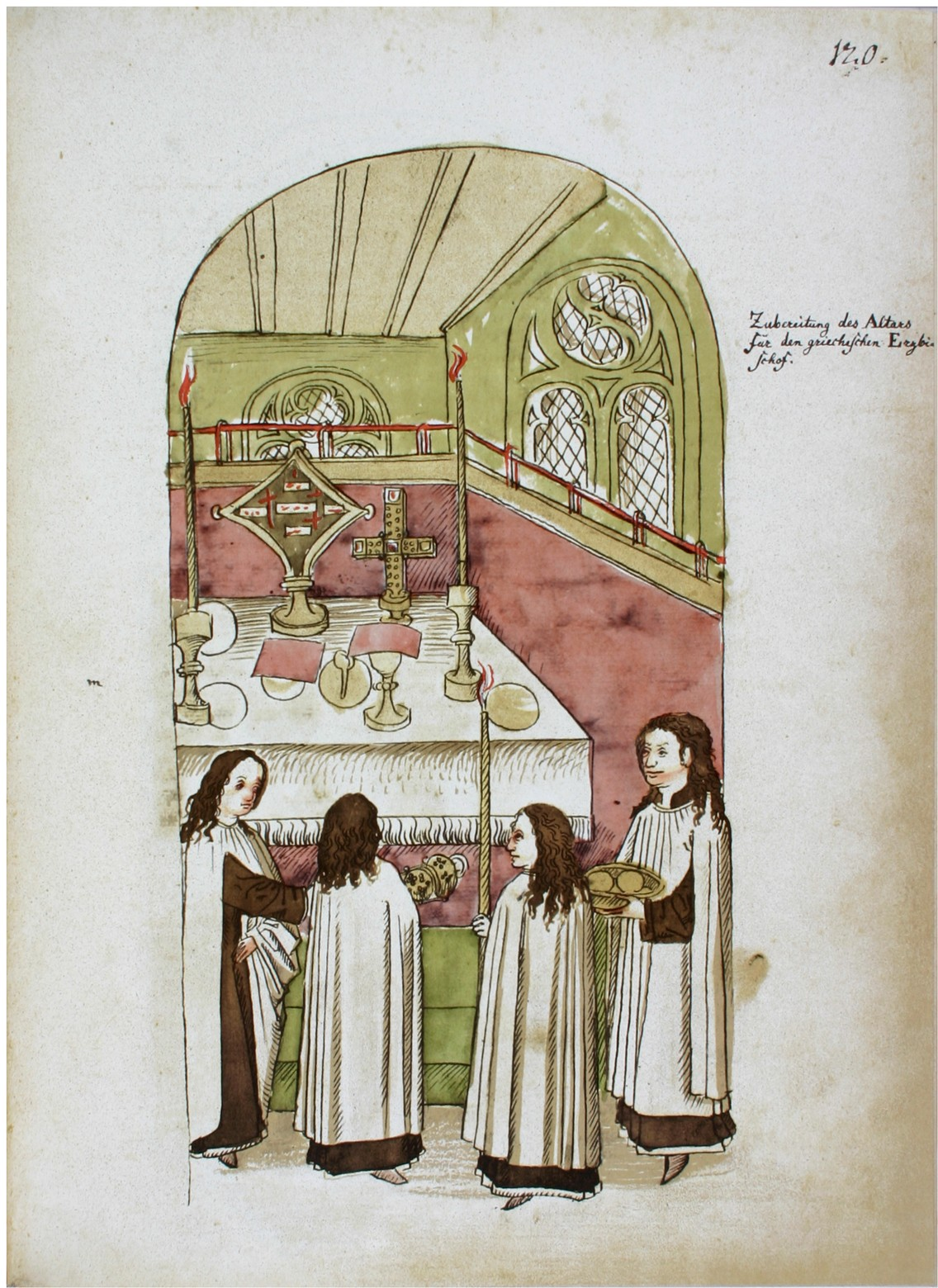
Vorbereitung des orthodoxen Gottesdienstes, auf dem Altar der Kommunionlöffel auf einem kleinen Teller (Konzilschronik des Ulrich von Richental, Rosgartenmuseum Konstanz, Hs. 1, fol 120r)

In Schatzdeponierungen des 6. Jahrhunderts aus dem syrischen Raum (Schatz von Kaper Koraon, Schatz von Maʿarat al-nuʿmān) gibt es silberne Löffel, die mit Kreuzen, in zwei Fällen auch mit Weihinschriften gekennzeichnet sind. Für diese frühe Zeit ist aber unsicher, ob die Löffel zum Umrühren des eucharistischen Weins oder zur Austeilung des weingetränkten Brots bei der Kommunion verwendet wurden.
Der Gebrauch von Kommunionlöffeln ist im Byzantinischen Reich seit dem 9. Jahrhundert in den schriftlichen Quellen nachweisbar. Die von Photios I. geleitete Synode in der Apostelkirche von Konstantinopel (861) stellte die Entweihung folgender liturgischer Geräte und Textilien unter Strafe: Kelch, Diskos, Löffel, Altardecke, Decke über Kelch und Diskos (Aer). Auch wenn Löffel nun offenbar zum Altargerät gehörten, ist damit noch nicht gesichert, wie sie zur Zeit des Photios verwendet wurden. Die Informationen fließen reichlicher in Folge des Azymenstreits, weil Byzantiner und Lateiner sich nun gegenseitig vorwarfen, Neuerungen in der Eucharistie eingeführt zu haben. Humbert von Silva Candida († 1061) nutzte die Bibelstelle 1 Kor 11,23–24  als Ausgangspunkt seiner antibyzantinischen Polemik: „Der Herr nahm das Brot, dankte und brach’s. Hier steht nichts davon, dass er davor oder danach [mit der liturgischen Lanze] hineingestochen hätte. Weiterhin, wie wollt ihr begründen, dass ihr gewohnt seid, das heilige Brot des ewigen Lebens mit einem Löffel aus dem Kelch zu empfangen? Der Herr hat keineswegs das Brot in den Kelch mit Wein getunkt und diesen den Aposteln mit den Worten gereicht: Nehmet und esset mit einem Löffel, das ist mein Leib.“
Michael II. Kourkouas († 1146), der Patriarch von Konstantinopel, erläuterte in einem Brief an einen besonders konservativen Mönch, dass die Kirche verschiedene liturgische Gebräuche „verbessert“ habe. So sei früher die Handkommunion üblich gewesen, aber nun empfingen die Laien das „Himmelsbrot“ mit einem Löffel, oder aber aus der Hand des Bischofs. Letzteres heißt wahrscheinlich, dass sich der Brauch der Handkommunion in der altertümlicheren bischöflichen Liturgie länger hielt.
In den Werken des Patriarchen Germanos I. von Konstantinopel und des Anastasius Bibliothecarius wird der Kommunionlöffel nicht erwähnt. Er taucht in den byzantinischen Liturgiekommentaren erstmals bei Pseudo-Sophronios von Jerusalem im 12. Jahrhundert auf. In einer liturgischen Kompilation, die Johannes IV. Nesteutes zugeschrieben wurde, aber aus spätbyzantinischer Zeit stammt, begegnet die alte Symbolik der Eucharistie als glühender Kohle vom Altar, die nun begründet, dass sie mit einem Instrument gereicht wird, das nun nicht mehr κοχλιάριον kochliarion, deutsch ‚Löffel‘, sondern λαβίς labís, deutsch ‚Zange‘ genannt wird.
Ulrich von Richental, der Chronist des Konzils von Konstanz (1414–1418), beschrieb einen Gottesdienst nach byzantinischem Ritus, der von Klerikern in der Konzilsdelegation des Grigorij Camblak gefeiert wurde. Ulrich bewunderte den Kelch, der dreimal so groß sei wie bei den Lateinern. Die Kommunion mit einem Löffel interessierte ihn, er verstand freilich nicht alles, was er sah. Wenn seine Beschreibung in diesem Punkt korrekt ist, wurde der Kommunionlöffel in der Delegation Camblaks anders gebraucht als im heutigen orthodoxen Gottesdienst: „Do nam der ewangelier [ain löffeln] und halt den kelch und nam dero dritt mit dem löffel usser dem kelch und gabs dem priester. Der auss es uss dem löffel. Darnach do namen sy den win und wasser mit dem löffel uss dem kelch und trunkend daz usser dem löffel, daz sy den kelch nit uff huͦbend.“
Die heutige Praxis ist nämlich, dass Priester und Diakon das Brot in die Hand nehmen (Handkommunion) und aus dem Kelch trinken. Der Kommunionlöffel wird nur bei der Kommunion der Laien verwendet.

## Kommunionlöffel in der Covid-19-Pandemie
Die Covid-19-Pandemie stellt orthodoxe Gemeinden vor besondere Herausforderungen, weil Elemente der Frömmigkeitspraxis, wie das Küssen von Ikonen, eingeschränkt oder angepasst werden mussten. Umso mehr halten traditionalistische Kreise in verschiedenen orthodoxen Ländern daran fest, dass beim Gebrauch des Kommunionlöffels keine Übertragung des Virus möglich sei, da die Eucharistie Leib und Blut Christi sei, Heilmittel der Unsterblichkeit. Davon abzuweichen, wird als Protestantismus oder Ökumenismus verdächtigt. Ein grundsätzliches Problem bei den Regelungen, die mehrere orthodoxe Kirchen während der Pandemie erließen, ist, dass das orthodoxe Kirchenrecht (Trullanische Synode, can. 101) das Mitbringen privater Gefäße zum Empfang der Eucharistie untersagt. Nikodemos der Hagiorite empfahl um 1800, während einer Seuche den Kranken die Kommunion aus einem separaten Gefäß zu reichen und zeigte insofern, dass er das Problem des Kommunionsempfangs während einer Pandemie kannte.
Die Rumänisch-Orthodoxe Kirche gestattete am 27. Februar 2020 den Gläubigen, die fürchteten, sich durch den Kommunionlöffel zu infizieren, außerhalb der Liturgie den ganzen Tag über die Eucharistie aus dem Artophorion zu empfangen (also wie bei einer Krankenkommunion) und dazu ihren eigenen Löffel mitzubringen. Dieser blieb dann in der Kirche, denn er war zu einem sakralen Objekt geworden. Während der folgenden Massenquarantäne wuchs der Druck auf die Kirche, den Gebrauch des Kommunionlöffels in der Pandemie ganz zu unterlassen. Das rumänische Gesundheitsministerium veröffentlichte am 15. Mai einen Erlass, dem zufolge die Kommunion nicht ausgeteilt werden könne, wenn Einweg-Löffel und -kelche dafür nicht zur Verfügung ständen. Dies wurde von Kirchenvertretern als staatlicher Eingriff in die Religionsfreiheit scharf kritisiert. Das rumänische Patriarchat erließ Ende Mai 2020 die Regelung, dass die Kommunion während der Pandemie in der am 27. Februar geregelten Weise empfangen werden könne.

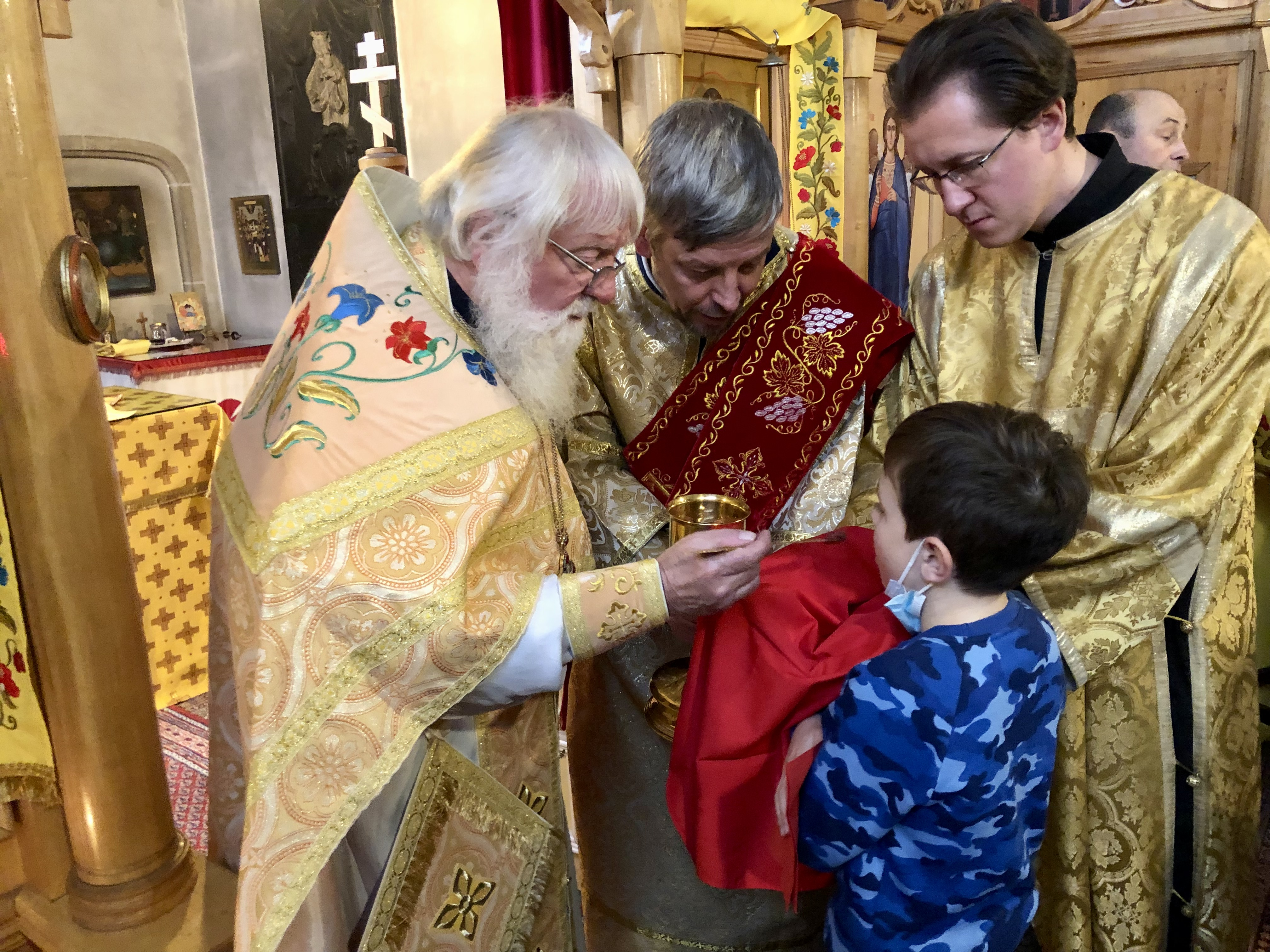
Kommunionspendung unter Pandemiebedingungen (Russische Kirche Köln, 2021)

Die Russisch-Orthodoxe Kirche regelte im März 2020 die Kommunionausteilung während der Pandemie so, dass der Löffel nach jedem Kommunikanten mit einem Desinfektionstuch gereinigt wird. Die Kommunion soll so in den Mund gelegt werden, dass der Löffel die Lippen des Kommunikanten nicht berührt.
Die Heilige Synode des Ökumenischen Patriarchats von Konstantinopel erließ im Juni 2020 Richtlinien, die die Übertragung von SARS-CoV-2 durch Gebrauch des gleichen Kommunionlöffels für alle Kommunikanten verhindern sollen. Demnach ist es den Priestern freigestellt, die Kommunion während der Pandemie mit mehreren Löffeln auszuteilen, die speziell für diesen Zweck gestiftet wurden und Gemeindeeigentum sind. In der Kirche von Griechenland wurde die Austeilung mit dem Kommunionlöffel nicht geändert, aber Eucharistie-Fasten als spirituell wertvolle Praxis empfohlen und weithin praktiziert. In vielen Gemeinden der Griechisch-Orthodoxen Erzdiözese von Amerika werden Einweg-Holzlöffel für jede Person verwendet, die anschließend verbrannt werden können.